# نالیوود

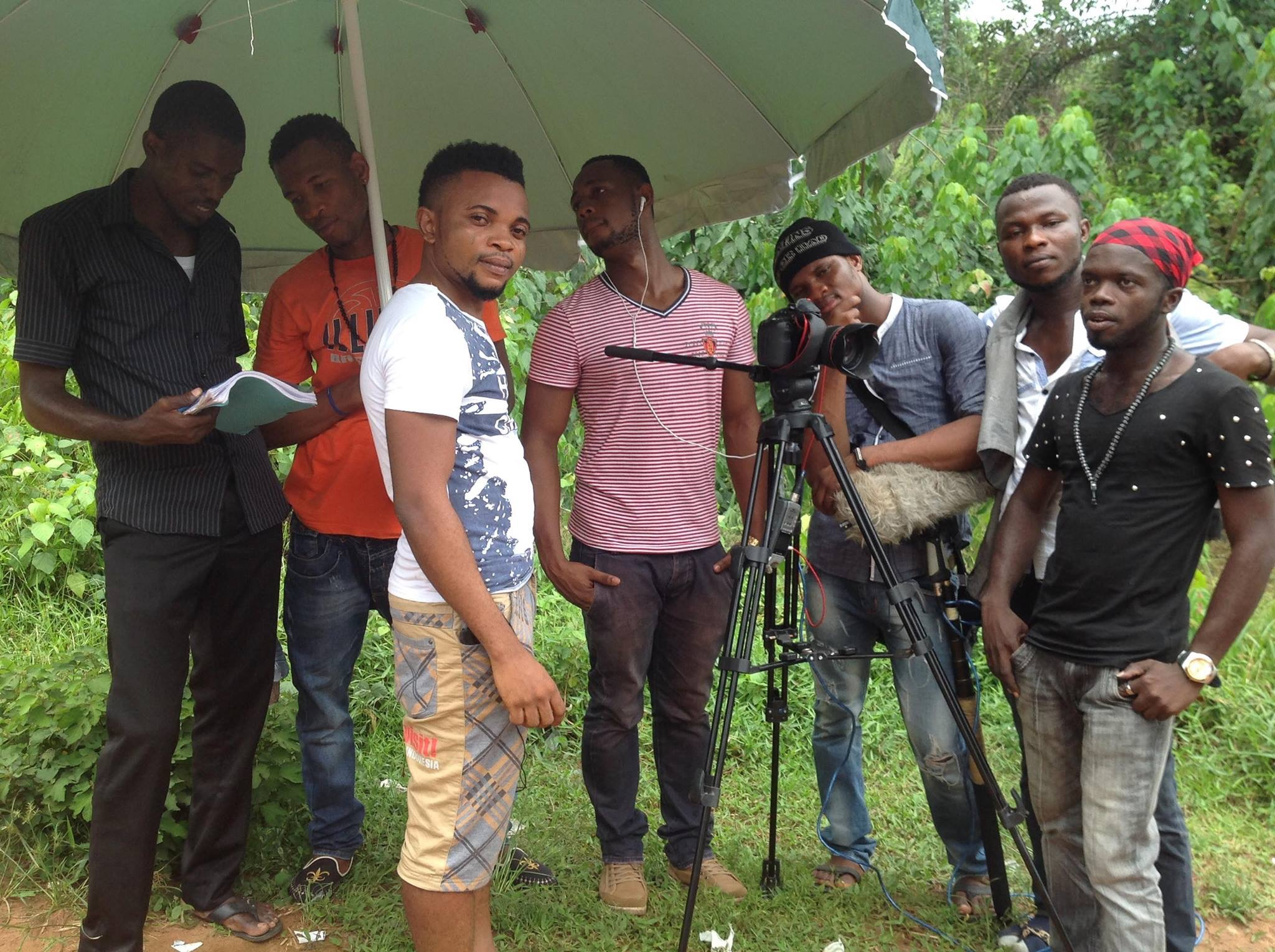
عناصر مدیریت و کارگردانی فیلم نالیوود

نالیوود (پورمانتویی از نیجریه و هالیوود) فیلمی است که در اصل به صنعت فیلم نیجریه اشاره دارد. ریشه این اصطلاح به اوایل دهه ۲۰۰۰ برمی گردد که در مقاله ای در نیویورک تایمز یافت می‌شود. با توجه به تاریخچه معانی و زمینه‌های در حال تحول، هیچ تعریف مشخص یا توافق شده‌ای برای این واژه وجود ندارد که آن را موضوع بحث‌های متعددی قرار داده‌است.
منشأ اصطلاح «نالیوود» نامشخص است. جاناتان هاینز اولین کاربرد این کلمه را در مقاله ای به قلم مت استینگلاس در نیویورک تایمز در سال ۲۰۰۲ ردیابی کرد، جایی که از آن برای توصیف سینمای نیجریه استفاده شد. چارلز ایگوه اشاره کرد که نوریمیتسو اونیشی در مقاله‌ای که در سپتامبر ۲۰۰۲ برای نیویورک تایمز نوشت، از این نام نیز استفاده کرد. این اصطلاح همچنان در رسانه‌ها برای اشاره به صنعت فیلم نیجریه استفاده می‌شود و بعداً تعریف آن را ترکیبی از کلمات «نیجریه» و «هالیوود» فرض کردند.